# Naruto (sezonul 3)
Naruto Sezonul 3 (2004-2005)
Episoadele din sezonul trei al seriei anime Naruto se bazează pe partea întâi a seriei manga Naruto de Masashi Kishimoto. Sezonul trei din Naruto, serie de anime, este regizat de Hayato Date și produs de Studioul Pierrot și TV Tokyo și a început să fie difuzat pe data de 19 mai 2004 la TV Tokyo și s-a încheiat la data de 20 aprilie 2005.
Episoadele din sezonul trei al seriei anime Naruto fac referire la Itachi Uchiha și Kisame Hoshigaki scăpând din Satul Frunzei. Naruto Uzumaki și un ninja legendar numit Jiraiya o caută pentru a o promova pe Tsunade astfel încât ea va deveni Al Cincilea Hokage și noul lider din Satul Frunzei. Mai târziu, Sasuke Uchiha părăsește Satul Frunzei și Naruto își propune să-l găsească.

## Lista episoadelor
| Nr. în serie | Nr. în sezon | Titlu                                                               | Apariție           |
| ------------ | ------------ | ------------------------------------------------------------------- | ------------------ |
| 84           | 1            | „Strigăt, chidori! Frate vs. frate!”                                | 19 mai 2004        |
| 85           | 2            | „Ura printre membrii Uchiha: Ultimul din clan!”                     | 26 mai 2004        |
| 86           | 3            | „Un nou antrenament începe: Voi fi puternic!”                       | 2 iunie 2004       |
| 87           | 4            | „Continuă antrenamentul: Sparge acel balon cu apă!”                 | 9 iunie 2004       |
| 88           | 5            | „Punctul focal: Simbolul Satului Frunzei”                           | 16 iunie 2004      |
| 89           | 6            | „O alegere imposibilă: Durerea din sufletul lui Tsunade”            | 23 iunie 2004      |
| 90           | 7            | „De neiertat! O totală lipsă de respect!”                           | 7 iulie 2004       |
| 91           | 8            | „Moștenire! Colierul morții!”                                       | 14 iulie 2004      |
| 92           | 9            | „O ofertă dubioasă! Alegerea lui Tsunade!”                          | 21 iulie 2004      |
| 93           | 10           | „Prăbușire! Înțelegerea a căzut!”                                   | 28 iulie 2004      |
| 94           | 11           | „Atac! Furia rasengan!”                                             | 4 august 2004      |
| 95           | 12           | „Al Cincilea Hokage! O viață pusă în joc!”                          | 11 august 2004     |
| 96           | 13           | „Impas! Confruntarea sannin!”                                       | 11 august 2004     |
| 97           | 14           | „Răpit! Aventura lui Naruto în apele termale!”                      | 18 august 2004     |
| 98           | 15           | „Avertismentul lui Tsunade: Retrage-te din lumea ninja!”            | 25 august 2004     |
| 99           | 16           | „Voința focului încă arde!”                                         | 1 septembrie 2004  |
| 100          | 17           | „Sensei si elev: Legătura dintre shinobi”                           | 8 septembrie 2004  |
| 101          | 18           | „Trebuie să văd! Trebuie să știu! Fața reală a lui Kakashi Sensei!” | 15 septembrie 2004 |
| 102          | 19           | „Misiune: Ajutor dat unui vechi prieten de pe Tărâmul Ceaiului”     | 22 septembrie 2004 |
| 103          | 20           | „Startul cursei! Dificultăți pe mare!”                              | 29 septembrie 2004 |
| 104          | 21           | „Fugi Idate! Insula Nagi te așteaptă!”                              | 13 octombrie 2004  |
| 105          | 22           | „O bătălie fioroasă a tunetului!”                                   | 20 octombrie 2004  |
| 106          | 23           | „Ultima etapă: Ultimul act al disperării”                           | 27 octombrie 2004  |
| 107          | 24           | „Bătălia începe: Naruto vs. Sasuke”                                 | 3 noiembrie 2004   |
| 108          | 25           | „Rivali aspri sau legături rupte”                                   | 10 noiembrie 2004  |
| 109          | 26           | „O invitație de la sunet”                                           | 17 noiembrie 2004  |
| 110          | 27           | „Formație! Echipa de recuperare a lui Sasuke”                       | 24 noiembrie 2004  |
| 111          | 28           | „Sunet vs. frunză”                                                  | 24 noiembrie 2004  |
| 112          | 29           | „Problema echipei: Totul se destramă!”                              | 1 decembrie 2004   |
| 113          | 30           | „Putere maximă! Choji, în flăcări!”                                 | 8 decembrie 2004   |
| 114          | 31           | „La revedere vechi prieten...! Întotdeauna am crezut în tine!”      | 15 decembrie 2004  |
| 115          | 32           | „Eu sunt oponentul tău!”                                            | 22 decembrie 2004  |
| 116          | 33           | „360 de grade a vederii: Punctul slab al byakuganului”              | 1 ianuarie 2005    |
| 117          | 34           | „Înfrângerea nu este o opțiune!”                                    | 1 ianuarie 2005    |
| 118          | 35           | „Echipa întârzie”                                                   | 12 ianuarie 2005   |
| 119          | 36           | „Greșeală de calcul: Un nou inamic apare!”                          | 19 ianuarie 2005   |
| 120          | 37           | „Țipete și urlete! Echipa supremă”                                  | 2 februarie 2005   |
| 121          | 38           | „Fiecare cu lupta proprie”                                          | 9 februarie 2005   |
| 122          | 39           | „Fals: Întoarcerea lui Shikamaru!”                                  | 16 februarie 2005  |
| 123          | 40           | „Diavolul chipeș al Satului Frunzei!”                               | 23 februarie 2005  |
| 124          | 41           | „Bestia dinăuntru”                                                  | 2 martie 2005      |
| 125          | 42           | „Shinobi ai nisipului: Aliații frunzei”                             | 9 martie 2005      |
| 126          | 43           | „Intensificare: Gaara vs. Kimimaro!”                                | 16 martie 2005     |
| 127          | 44           | „Lovitură răzbunătoare! Tufărișul dansator”                         | 30 martie 2005     |
| 128          | 45           | „Un țipăt în urechea surdă”                                         | 30 martie 2005     |
| 129          | 46           | „Frați: Distanța dintre Uchiha”                                     | 6 aprilie 2005     |
| 130          | 47           | „Tată și fiu, creasta spartă”                                       | 13 aprilie 2005    |
| 131          | 48           | „Secretele sharinganului mangekyo!”                                 | 20 aprilie 2005    |